# Зелёный (Ставропольский край)
Зелёный — посёлок в Предгорном районе (муниципальном округе) Ставропольского края России.

## География
Расстояние до краевого центра: 157 км.
Расстояние до районного центра: 30 км.

## История
В 1964 году Указом Президиума ВС РСФСР посёлок Вторая ферма совхоза «Пятигорский» переименован в Зелёный.
До 16 марта 2020 года Зелёный входил в состав муниципального образования «Сельское поселение Пятигорский сельсовет».

## Население
| 1989 | 2002 | 2010 | 2014 | 2021 |
| ---- | ---- | ---- | ---- | ---- |
| 63   | ↗84  | ↘47  | ↗100 | ↘38  |

По данным переписи 2002 года, в национальной структуре населения преобладают русские (74 %).